# Torre dei Corsari
Torre dei Corsari è una frazione del comune di Arbus, in Sardegna.
In tale località sorge la torre di Flumentorgiu, un fortilizio eretto nel XVI secolo a scopo di avvistamento di eventuali navi di corsari barbareschi.

## Galleria d'immagini

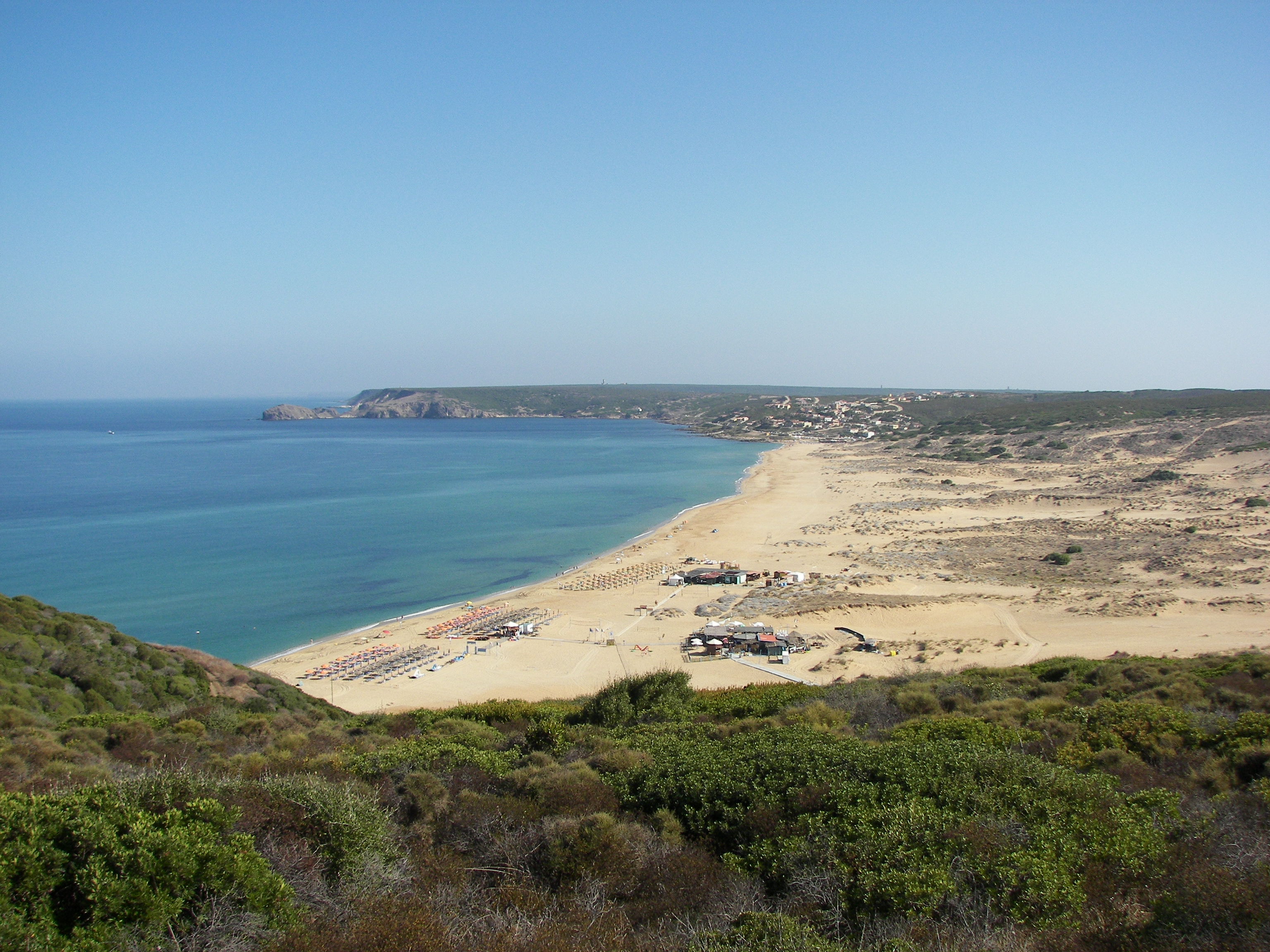
Spiaggia di Torre dei Corsari